# Aptostichus mikeradtkei
Espèce
Aptostichus mikeradtkei est une espèce d'araignées mygalomorphes de la famille des Euctenizidae.

## Distribution
Cette espèce est endémique de Californie aux États-Unis,. Elle se rencontre dans l'Ouest du comté de San Diego.

## Étymologie
Cette espèce est nommée en l'honneur de Mike Radtke du National Institutes of Health.

## Publication originale
- Bond, 2012 : Phylogenetic treatment and taxonomic revision of the trapdoor spider genus Aptostichus Simon (Araneae, Mygalomorphae, Euctenizidae). ZooKeys, no 252, p. 1-209 (texte intégral).